# Solenanthus plantaginifolius
Solenanthus plantaginifolius är en strävbladig växtart som beskrevs av Vladimir Ippolitovich Lipsky. Solenanthus plantaginifolius ingår i släktet Solenanthus och familjen strävbladiga växter. Inga underarter finns listade i Catalogue of Life.